# چیکا کاتو
چیکا کاتو (انگلیسی: Chika Kato؛ زادهٔ ۲۸ فوریهٔ ۱۹۹۴) بازیکن فوتبال اهل ژاپن است.